# Woori the Virgin
Woori the Virgin (en hangul, 우리는 오늘부터; romanización revisada del coreano: Urineun oneulbuteo) es una serie de televisión surcoreana dirigida por Jeong Jeong-hwa y protagonizada por Im Soo-hyang, Sung Hoon, Hong Ji-yoon y Shin Dong-wook. Está programada para emitirse por el canal SBS los lunes y martes desde el 9 de mayo de 2022.

## Sinopsis
Versión coreana de la novela venezolana Juana La virgen, que a su vez inspiró la serie estadounidense Jane the Virgin, trata sobre una mujer que mantiene su virginidad según los deseos de su abuela, pero queda embarazada por un error médico durante un chequeo regular.

## Reparto

### Principal
- Im Soo-hyang como Oh Woo-ri, guionista de televisión, una mujer independiente de 29 años que inesperadamente sufre un cambio radical en su vida.[2]
  - Kim Ji-an como Woo-ri de niña.[3]
- Sung Hoon como Raphael, de 33 años (su verdadero nombre es Kim Bok-rae), el director ejecutivo de un grupo de cosméticos y padre biológico del hijo de Woo-ri.[2]
- Hong Ji-yoon como Lee Ma-ri (29 años), la esposa de Raphael, es la jefa del equipo de mercadeo de Diamond Medical Foundation, falsa en todo excepto en su apariencia.[2]
- Shin Dong-wook como Lee Kang-jae, de 33 años, un detective de homicidios que vive según sus principios y creencias; es el novio de Oh Woo-ri.[2]

### Secundario

#### Seogwinyeo Tonkatsu
- Hong Eun-hee como Oh Eun-ran, la joven madre (45 años) de Woo-ri, es profesora de canto. Una persona que quería convertirse en cantante con una apariencia perfecta y llena de talento desde una edad temprana, pero que dio a luz a su hija a la temprana edad de dieciséis años y renunció a su sueño. Ahora que esta es adulta, vuelve a perseguir su sueño.[4][5]
- Yeon Woon-kyung como Seo Gwi-nyeo, de 66 años. Es la madre de Eun-ran y abuela de Woo-ri, propietaria de un estableciemiento de tonkatsu.[6]

#### Diamond Medical Foundation
- Joo Jin-mo como el presidente de la fundación, de 61 años. Es el padre de Raphael.
- Nam Mi-jung como Byun Mi-ja, la madre de Imari y suegra de Raphael. Es una estafadora.[7]
- Park Seon-young como la directora Im.

#### Comisaría
- Han Jae-yi como Park Na-hee, de 29 años, compañera de Kang-jae.[8][9]
- Kim Dong-hyun, de 47 años, como el jefe. De joven era un tigre, ahora está debilitado.

#### Productora
- Kim Soo-ro como Choi Seong-il, el primer amor de Eun-ran. Después de un largo período de oscuridad, emerge como estrella en una serie diaria. Añora a Eun-ran, a quien conoció cuando era niño.[10]
- Yeon Min-ji como Choi Mi-ae, actriz, una mujer despreocupada y despistada.[11]
- Lee Do-yeon como Yu Ye-ri, autor dramático.
- Im Jae-myung como el director Park, director de obras dramáticas.

#### Otros
- Ahn Sin-woo como Jung Hyung-sik, dirigente de una compañía de seguridad y excampeón olímpico de judo.[12]
- Jeong Dong-geun como el novio de Jin-hee y hermano gemelo de Hyung-wook. Es abogado.
- Kim Seon-woong como el jefe Noh Man-cheol. Tiene una relación con Imari.
- Jung Young-gi como Jeon Byun-jin, el exnovio de Imari.
- Kim Ik-tae como un sacerdote.
- Kim Sak-won como Park Doo-pal, el exmarido de Imari.[13]
- Han So-hyun.

### Apariciones especiales
- Hwang Woo-seul-hye como una ginecóloga (episodio n.º 1).[14]

## Producción
From Today, We está basada en la serie estadounidense Jane the Virgin, que se emitió cinco temporadas desde 2014, y que era a su vez una recreación de la telenovela venezolana de 2002 Juana la virgen.
En principio, la serie estaba programada para su exhibición en Channel A. En julio de 2019 se ofreció un papel protagonista en la serie a la actriz Kim Bo-ra, que finalmente declinó participar en ella. También se le ofreció un papel en las mismas fechas a Kim Jae-joong, el del heredero y director del hotel Marbella Han Ji-hoon, pero igualmente renunció alegando problemas de agenda.
Dos años después, en julio de 2021 se retomaron las audiciones. Fue entonces cuando la agencia de Im Soo-hyan anunció que la actriz estaba considerando positivamente la oferta de protagonizar la serie. Pocos días después hizo lo mismo la agencia de Sung Hoon. Ambos habían trabajado juntos en la serie de 2011 New Tales of Gisaeng, por lo que se reencontraron después de diez años.
En noviembre de 2021 se confirmaron dos incorporaciones al reparto: la actriz Hong Eun-hee la anunció el día 2, y pocos días después la agencia de Ahn Shin-woo también comunicó que este tomaría parte en la serie.
El 1 de diciembre de 2021 se interrumpió el rodaje después del positivo por Covid-19 de Kim Soo-ro y cuatro miembros del personal. El actor pudo volver al plató después de quince días.
En abril de 2022 se produjo una polémica entre los canales MBC y SBS a causa de la programación en mayo de sendas series con la misma actriz protagonista, Im Soo-hyan. MBC elevó una protesta porque su programación era ya conocida con mucha antelación, mientras que SBS la modificó al último momento. El motivo de ello fue que las series inicialmente previstas (The Police Station Next to the Fire Station y después Why Oh Soo Jae?) sufrieron retrasos en la producción por diversos motivos, y SBS las sustituyó como solución de emergencia por From Today, We, la cual en principio estaba destinada a ser distribuida por servicio OTT. Pero MBC iba a estrenar el 27 de mayo su serie Doctor Lawyer, también protagonizada por Im Soo-hyan. MBC lamentó la superposición de las dos series y que se hubiera violado así una praxis habitual en la industria del espectáculo, con repercusiones negativas en anunciantes, patrocinadores y espectadores de ambas. SBS se defendió señalando que había tenido que retrasar la puesta en antena de la suya, prevista para el 12 de abril (es decir inmediatamente después del final de Propuesta laboral) por problemas de producción, y que en todo caso las dos series se emitirían en días y horarios diversos.
El 15 de abril de 2022 se publicaron fotos de la primera lectura oficial del guion.

## Banda sonora original
| Parte | Fecha de publicación | N.º | Título                         | Letra      | Música     | Artista        | Duración |
| ----- | -------------------- | --- | ------------------------------ | ---------- | ---------- | -------------- | -------- |
| 1     | 10 de mayo de 2022   | 1   | I'm Going Crazy (돌아버리겠네) | VIP, Drei  | VIP, Drei  | Lee Young-hyun | 3:14     |
| 1     | 10 de mayo de 2022   | 2   | I'm Going Crazy (inst.)        |            | VIP, Drei  |                | 3:14     |
| 2     | 17 de mayo de 2022   | 1   | I'm Going Crazy (돌아버리겠네) | VIP, Drei  | VIP, Drei  | Kim Bum-soo    | 3:18     |
| 2     | 17 de mayo de 2022   | 2   | I'm Going Crazy (inst.)        |            | VIP, Drei  |                | 3:18     |
| 3     | 17 de mayo de 2022   | 1   | Gosh                           | VIP        | VIP        | Jessi          | 3:04     |
| 3     | 17 de mayo de 2022   | 2   | Gosh (inst.)                   |            | VIP        |                | 3:04     |
| 4     | 24 de mayo de 2022   | 1   | I'm in Love (설레이는 중)      | VIP        | VIP, Drei  | Shin Ye-young  | 3:01     |
| 4     | 24 de mayo de 2022   | 2   | I'm in Love (inst.)            |            | VIP, Drei  |                | 3:01     |
| 5     | 7 de junio de 2022   | 1   | Sunday to Monday               | VIP, Woody | VIP, Woody | Woody          | 3:43     |
| 5     | 7 de junio de 2022   | 2   | Sunday to Monday(inst.)        |            | VIP, Woody |                | 3:43     |
| 6     | 20 de junio de 2022  | 1   | I'll Be There (있어줄게)       | VIP        | VIP        | Sung Hoon      | 3:20     |
| 6     | 20 de junio de 2022  | 2   | I'll Be There (inst.)          |            | VIP        |                | 3:20     |
| 7     | 21 de junio de 2022  | 1   | Goodbye                        | VIP        | VIP        | Im Soo-hyang   | 3:10     |
| 7     | 21 de junio de 2022  | 2   | Goodbye(inst.)                 |            | VIP        |                | 3:10     |

## Audiencia
| Temporada | Temporada | Episodio número | Episodio número | Episodio número | Episodio número | Episodio número | Episodio número | Episodio número | Episodio número | Episodio número | Episodio número | Episodio número | Episodio número | Episodio número | Episodio número | Promedio |
| Temporada | Temporada | 1               | 2               | 3               | 4               | 5               | 6               | 7               | 8               | 9               | 10              | 11              | 12              | 13              | 14              | Promedio |
| --------- | --------- | --------------- | --------------- | --------------- | --------------- | --------------- | --------------- | --------------- | --------------- | --------------- | --------------- | --------------- | --------------- | --------------- | --------------- | -------- |
|           | 1         | 712             | 866             | 699             | 757             | —               | 557             | —               | 640             | —               | —               | —               | 640             | —               | 613             | —        |

| Episodio | Fecha original de emisión | Índice de audiencia | Índice de audiencia        | Índice de audiencia |
| Episodio | Fecha original de emisión | (Nielsen Korea)     | (Nielsen Korea)            | TNmS                |
| Episodio | Fecha original de emisión | Nacional            | Área metropolitana de Seúl | Nacional            |
| --- | ------------------------- | ------------------- | -------------------------- | ------------------- |
| 1 | 9 de mayo de 2022         | 4,1 % (18.ª)        | 4,6 % (15.ª)               | 3,8 % (18.ª)        |
| 2 | 10 de mayo de 2022        | 4,5 % (14.ª)        | 4,8 % (13.ª)               | 4,2 % (15.ª)        |
| 3 | 16 de mayo de 2022        | 3,5 % (22.ª)        | 3,7 % (19.ª)               | 4,0 % (17.ª)        |
| 4 | 17 de mayo de 2022        | 4,4 % (15.ª)        | 4,8 % (11.ª)               | 4,6 % (14.ª)        |
| 5 | 23 de mayo de 2022        | 3,1 % (26.ª)        | 3,2 % (N. D.)              | N. D.               |
| 6 | 24 de mayo de 2022        | 3,4 % (22.ª)        | 3,6 % (19.ª)               | N. D.               |
| 7 | 30 de mayo de 2022        | 3,6 % (23.ª)        | 3,6 % (N. D.)              | N. D.               |
| 8 | 31 de mayo de 2022        | 3,6 % (15.ª)        | 3,7 % (13.ª)               | N. D.               |
| 9 | 6 de junio de 2022        | 3,1 % (31.ª)        | 3,.4 % (N. D.)             | N. D.               |
| 10 | 7 de junio de 2022        | 3,5 % (21.ª)        | 4,0 % (16.ª)               | N. D.               |
| 11 | 13 de junio de 2022       | 3,2 % (27.ª)        | 3,5 % (N. D.)              | N. D.               |
| 12 | 14 de junio de 2022       | 3,8 % (20.ª)        | 4,0 % (18.ª)               | N. D.               |
| 13 | 20 de junio de 2022       | 3,1 % (27.ª)        | —                          | N. D.               |
| 14 | 21 de junio de 2022       | 3,6 % (23.ª)        | 4,0 % (14.ª)               | 3,7 % (20.ª)        |
| Promedio |                           |                     |                            |                     |
| - En la tabla superior, los números en azul representan los índices más bajos, y los números en rojo los más altos. |                           |                     |                            |                     |